# Chilgateri
El chilgateri (Chilgatherium harrisi) és una espècie de proboscidi extint de la família dels dinotèrids que visqué durant l'Oligocè superior a Àfrica. Se n'han trobat restes fòssils al nord d'Etiòpia. És l'única espècie del gènere Chilgatherium. És conegut únicament a partir d'unes quantes dents molars, de les quals s'ha extrapolat que devia tenir una alçada a la creu de 2 m i pesar fins a 1,5 t.